# Artema
Artema is een geslacht van spinnen uit de familie trilspinnen (Pholcidae).

## Soorten
Het geslacht kent de volgende soorten:
- Artema atlanta Walckenaer, 1837
- Artema doriai (Thorell, 1881)
- Artema magna Roewer, 1960
- Artema transcaspica Spassky, 1934
- Artema ziaretana (Roewer, 1960)